# Coesula
Coesula is een geslacht van insecten uit de orde vliesvleugeligen (Hymenoptera) en de familie Ichneumonidae.

## Soorten
- C. cotabatensis Gupta & Jonathan, 1969
- C. erugens Gupta & Jonathan, 1969
- C. flavorbitalis Gupta & Jonathan, 1969
- C. fulvipes Cameron, 1905
- C. gibberosa Gupta & Jonathan, 1969
- C. heinrichi Gupta & Jonathan, 1969
- C. lucida Gupta & Jonathan, 1969
- C. philippina Gupta & Jonathan, 1969
- C. rufopetiolata Gupta & Jonathan, 1969
- C. simulator Gupta & Jonathan, 1969
- C. sulawensis Gupta & Jonathan, 1969
- C. varuna Gupta & Jonathan, 1969